# Hetyefő
Hetyefő là một thị trấn thuộc hạt Veszprém, Hungary. Thị trấn này có diện tích 4,11 km², dân số năm 2010 là 88 người, mật độ 21 người/km².